# Charmouth

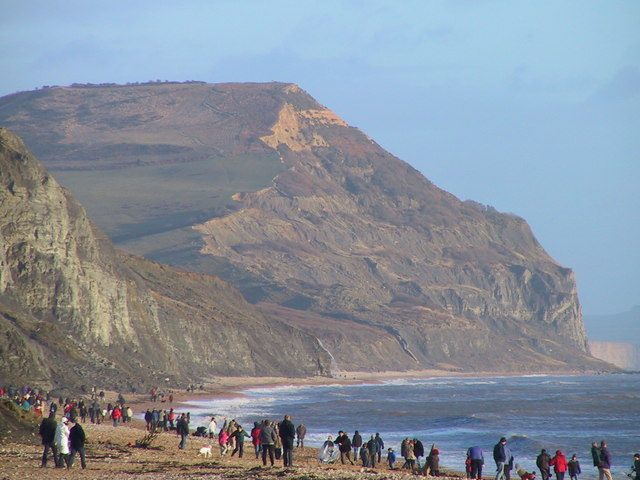
La colline du Golden Cap vu depuis la plage de Charmouth

Charmouth est un village et une paroisse civile de l'ouest du comté du Dorset en Angleterre. 
Le village est situé à l'embouchure du Char, à environ 2 km au nord-est de Lyme Regis. Le Conseil du comté de Dorset a estimé qu'en 2013, la population de la paroisse civile était de 1 310 habitants. Lors du recensement de 2011, la population de la paroisse combinée à celle de la petite paroisse de Catherston Leweston au nord était estimé à 1 352 habitants. 

## Histoire
L'histoire de Charmouth remonte à l'âge du fer lorsque les Durotriges, une tribu celtique, a fondé une colonie. Des traces de forts sur les collines sont encore visibles dans la région. Le nom Charmouth vient du saxon « Cerne » qui signifie rivière pierreuse ; Charmouth était ainsi connu sous le nom de « Cernmunde ».

## Administration
Avant les changements structurel apportés aux gouvernement locaux en Angleterre en 2019, Charmouth était dans son propre quartier électoral qui comprenait également Wootton Fitzpaine et ses environs. Depuis, Charmouth fait partie du quartier électoral de Lyme et Charmouth qui élit un membre au conseil du Dorset.
La ville fait partie de la circonscription de West Dorset pour les élections à la Chambre des communes du Royaume-Uni.

## Géographie

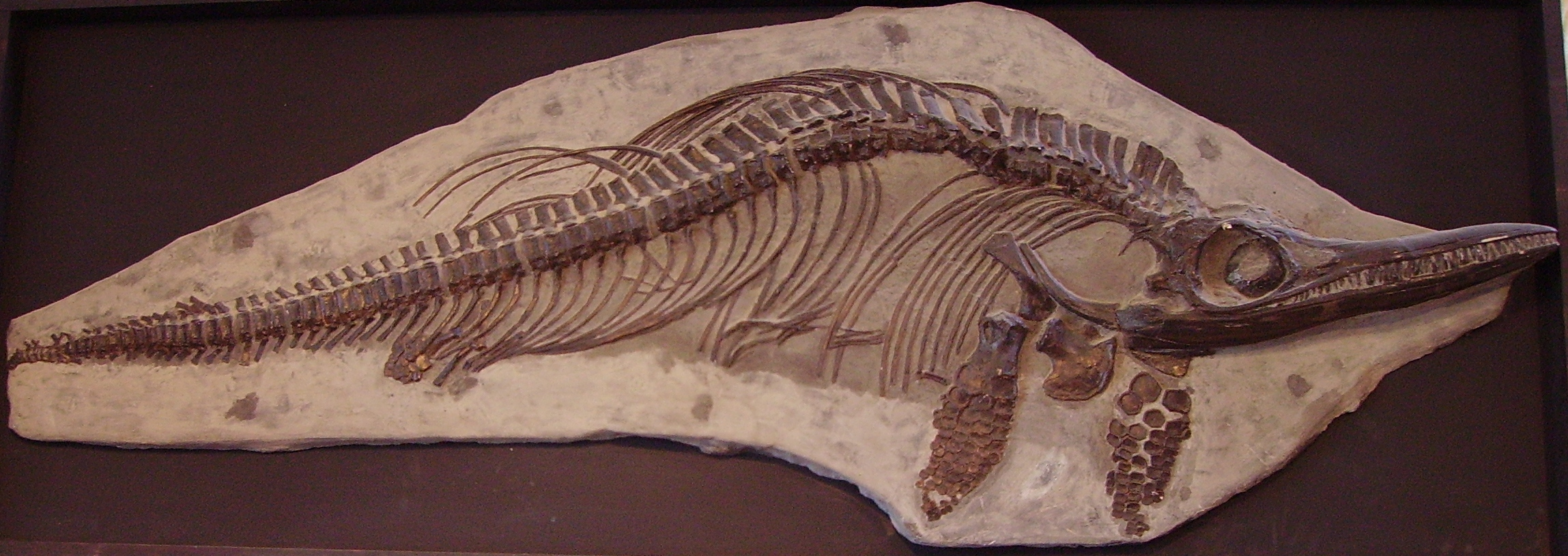
Fossile d'ichtyosaure trouvé à Charmouth

Charmouth est un village côtier qui surplombe la baie de Lyme et fait partie de la côte jurassique. Il se situe au milieu de collines escarpées et plus particulièrement sur un site en déclinaison à l'ouest de la rivière Char, près de son embouchure dans la Manche. A l'est se trouvent la colline de Stonebarrow et le Golden Cap, la plus haute falaise de la côte sud de l'Angleterre (191 m), et à l'ouest le Black Venn. Le National Trust possède des zones importantes de la zone environnante.
Les falaises au-dessus de la plage sont une source réputée de fossiles de la période jurassique. 

## Personnalités
- Llewellyn Rees (en), acteur (1901-1994)